# اخشید
اِخشید (از سغدیِ: xšyδ, xšēδ) به معنی حاکم، از لقب‌های شاهزادگان ایرانی سغد و درهٔ فرغانه در منطقهٔ فرارود در دوران پیش از اسلام و دورهٔ اولیهٔ اسلامی بود. برخی زبان‌شناسان آن را از ریشهٔ ایرانی باستان خشائتا (khshaeta) به معنی «تابان و درخشان» دانسته و برخی دیگر نیز آن را از ایرانی باستان خشایثیا (khshāyathiya) به معنی شاه دانسته‌اند. واژهٔ شاه نیز از خشایثیا ریشه گرفته است.

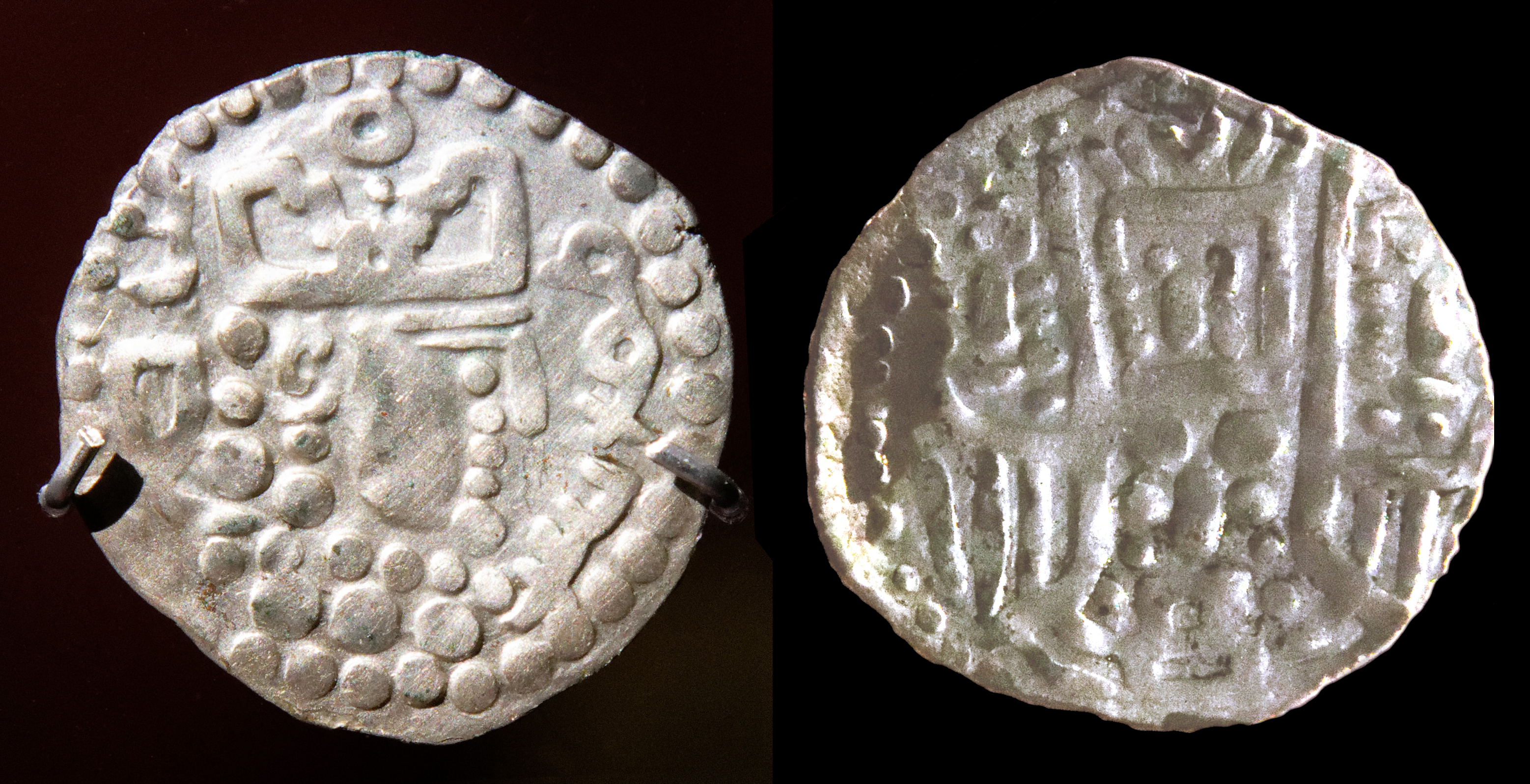
سکهٔ تورغار، اِخشیدِ سغد.

همچنین، طبق متن مانوی فارسی میانه «مهرنامگ» (مولر، سطرهای ۷۵-۷۶)، فرمانروای کاش (کاشغر) در اواخر قرن هشتم، خشیذ (به معنی «حاکم» در سغدی) نامیده می‌شد، با عنوان «رئیس حسابرسان» و نام lyfwtwšy که احتمالاً چینی است. در اوایل قرن سوم، کاشغر به یک مرکز قدرت اصلی در «مناطق غربی» تبدیل شد. با این حال، تا اواسط قرن سوم، طبق سنگ‌نوشته‌ای از شاپور یکم، کاشغر احتمالاً شرقی‌ترین نقطه شاهنشاهی ساسانی ایران بود.
وجودِ اخشیدهای سغد با پایتختیِ سمرقند در طول و پس از فتح فرارود (ماوراءالنهر) به‌دست مسلمانان، مُسَلًَم است. این روند تا زمان عباسیان باقی ماند اگرچه در آن زمان، پایگاه اصلی اخشیدیان در اشتیخان بود. یکی از برجسته‌ترین و پرتکاپوترین پادشاهان سغدی، غورک بود که در سال ۷۱۰، نواده‌ی خود طرخون را سرنگون کرد و برای تقریباً ۳۰ سال، از طریق تغییر اتحادها، توانست خودمختاری شکننده‌ای را بین خلافتِ در حال گسترشِ اموی و خاقان تورگش حفظ کند.
نویسندگان عرب گزارش می‌دهند که این عنوان توسط حاکمانِ فرغانه هم در همان دوره استفاده می‌شده‌است. ابن الاثیر گزارش می‌دهد که این اخشیدِ فرغانه بود که چینی‌ها را برای جنگ با اعراب به کمک فراخواند که نتیجه‌اش هم شد نبرد طراز.
اعتبارِ این عنوان در آسیای میانه تا سدهٔ دهم ماند تا جایی که محمد ابن طوقج، حاکمِ تُرکِ مسلمانِ مصر، از آنجایی که پدربزرگش فرغانه‌ای بود، از همین لقب استفاده کرد و بنابراین آل اخشید در میان سال‌های ۳۲۳-۳۵۸ قمری/۹۳۵-۹۶۹ میلادی به تفاریق بر مصر و شام فرمان راندند.